# Točka (geometrija)
Tóčka je poleg premice in ravnine eden osnovnih pojmov geometrije. Točka je geometrijski objekt brez razsežnosti. Točko lahko dobimo kot presečišče dveh premic ali v splošnem dveh krivulj.
Točka na realni premici enolično predstavlja realno število, zato se v matematiki izraz točka pogosto uporablja tudi v pomenu število.

## Odlikovane točke
Odlikovane točke imajo na primer v geometriji, matematiki, fiziki, astronomiji posebna imena.
V geometriji so najbolj znane:
- središče, center – srednja točka geometrijskega lika ali telesa,
  - središče kroga,
  - središče krogle,
  - središče simetrije,
  - težišče trikotnika,
- protisredišče, anticenter – presečišče šopa premic v tetivnem štirikotniku, ki ga tvorijo sredinske višine (maltitude)
- krajišče – končna točka daljice, črte,
- razpolovišče – srednja točka daljice,
- dotikališče - točka, kjer se dotikalnica (tangenta) ali ravnina dotika krivulje ali ploskve,
- stičišče – točka, kjer se stikata dve daljici
- presečišče, sečišče – točka, kjer se sekata dve premici ali premica in ravnina (ploskev),
- nožišče, podnožišče – točka, kjer pravokotnica seka premico ali ravnino (ploskev),
- prebodišče – točka, kjer premica seka premico ali ravnino (ploskev),
- oglišče – točka stikanja stranic geometrijskega lika, robov geometrijskega telesa,
- koordinatno izhodišče – presečišče osi koordinatnega sistema,
- gorišče, žarišče – točka, ki z vodnico določa stožnico,
- kolinearne točke – točke, ki ležijo na isti premici,
- sokrožne točke, konciklične točke – točke, ki ležijo na isti krožnici.
- stekališče – točka na realni osi, kamor se stekajo členi zaporedja
- matematična singularnost – točka, kjer dan matematični objekt (funkcija) ni določen,
- stacionarna točka – točka, kjer je odvod funkcije enak 0 (f'(x) = 0)
- prevoj, prevojna točka – točka, kjer krivulja spremeni smer (predznak ukrivljenosti),
- sedlasta točka – točka, ki je stacionarna točka, vendar ni lokalni ekstrem funkcije
- teme, temenska točka – točka, kjer ima ravninska krivulja največjo ali najmanjšo ukrivljenost
- mejna točka
- vejišče – točka, kjer je funkcija več spremenljivk v kompleksni analizi nezvezna v njeni poljubno majhni okolici (branch point)
- negibna točka, fiksna točka, invariantna točka – točka, kjer je vrednost funkcije enaka svojemu argumentu (f(x) = x)
- periodična točka – točka, v kateri ima funkcija po končnem številu iteracij enako vrednost
- koincidenčna točka – točka, v kateri je vrednost dveh funkcij enaka (f(x) = g(x))
- točka v neskončnosti – idealizirana mejna točka